# ThunderCats (2011)
ThunderCats é uma série de animação estadunidense-japonês, baseado como reboot do famoso desenho animado da década de 1980, sendo produzido pelo estúdio americano Warner Bros. Animation, com animação fornecida pelo Studio 4°C do Japão.
Esta versão estreou no dia 29 de julho de 2011 nos Estados Unidos e foi exibida no Brasil desde o dia 30 de abril de 2012, em ambos os países pelo Cartoon Network. No Brasil, também foi exibida no começo de 2012 pelo canal SBT e, em julho, voltou a ser transmitida, desta vez diariamente, no programa Bom Dia & Companhia. Em Portugal, foi exibida em Dezembro de 2013 pelo canal Panda Biggs.
Monstro Estelar de SilverHawks e Mako de TigerSharks (série que não foi exibida no Brasil) aparecem no episódio Legacy.

## História
Nesta nova versão, os Thundercats formaram um império no Terceiro Mundo, mas seu nível cultural é semelhante ao da Idade Média. Eles vivem em guerra com os lagartos, liderados por Escamoso. Lion-O é o jovem príncipe herdeiro, é filho do rei Claudus e por tradição deve herdar não só a coroa como a poderosa espada justiceira, na qual está encravado o olho de Thundera.
As lendas dizem que os antepassados dos Thundercats possuíam avançada tecnologia e venceram o feiticeiro Mumm-Ra, ficando livres para fundar o reino de Thundera. Entretanto, a tecnologia se perdeu e muitos até duvidam das lendas. O rei Claudus manda seus dois melhores oficiais, Panthro e Grune, em uma longa busca pelo Livro dos Presságios, cujos segredos podem esclarecer o passado de sua raça, mas Grune trai Panthro ao encontrar o lendário Mumm-Ra vivo e mata o velho companheiro de batalhas em troca do poder que o feiticeiro lhe oferece.
Aliando-se aos lagartos, Mumm-Ra e Grune lhes oferecem a antiga tecnologia para construírem armas superiores e aniquilarem Thundera. Em um ataque fulminante, eles exterminam os Thundercats e matam Claudus. Lion e seu irmão Tygra sobrevivem, auxiliados pelo sábio Jaga e sua aluna, Cheetara. Jaga lhes diz para encontrarem o livro e se sacrifica para que tenham tempo de fugir do exército dos lagartos.
Lion e sua equipe se completam com as crianças Willykat e Willykit, além do general Panthro, que havia sobrevivido e usado a tecnologia ancestral para construir o poderoso Thundertank. Cada episódio encerra uma lição que Lion deve aprender para que possa se tornar um grande líder e derrotar os inimigos, seguindo o conceito do primeiro seriado. As imagens são de alta qualidade e os roteiros foram adaptados ao contexto moderno. Muitos dos velhos personagens foram remodelados e a proposta básica é fiel ao original.

## Síntese da primeira temporada
Após a destruição do Reino de Thundera, Lion-O e seus companheiros iniciam a busca do livro sagrado dos ThunderCats, com o qual esperam derrotar Mumm-Ra e os lagartos. Ao tomar posse do livro, Lion é misticamente transportado por Jaga ao passado e descobre a origem de sua raça. Os gatos e todos os demais seres mutantes eram criações de Mumm-Ra, que se servia deles para procurar quatro pedras místicas dotadas de grande poder. Os gatos eram mais fortes e leais, por isso foram escolhidos como vigias dos outros mutantes, mas a escravidão era a condição de todos eles. Viajando em uma grande espaçonave, eles vasculhavam a galáxia em busca das pedras.
Um dos antepassados de Lion-O, Leo, obteve uma das pedras e a incrustou em uma espada, criando assim a lendária espada justiceira, com o místico olho de Thundera encravado nela. Ele e outros gatos planejaram uma revolta contra Mumm-Ra e, com a poderosa arma mística, Leo conseguiu derrotar o monstro em titânica batalha. Porém, a nave caiu em um planeta, mais tarde conhecido como Terceiro Mundo pelos seus habitantes, no qual os mutantes passaram a viver despojados de tecnologia e esquecidos de sua origem. As pedras restantes se espalharam pelo planeta e Mumm-Ra hibernou em uma pirâmide até ser acordado por Grune.
Nos demais episódios, Lion-O pretende reunir as pedras que faltam antes que Mumm-Ra o faça. Ele passa por várias situações que remetem o público ao mito da jornada do herói, no qual um jovem despreparado precisa aprender lições de sabedoria e crescer em poder para salvar seus amigos. Os vários personagens e as aventuras que Lion-O  encontra pelo caminho o levam a crescer psicologicamente e a ganhar experiências, no que é ajudado pelos outros ThunderCats, que também possuem os próprios desafios; ou seja, o novo cartoon investiu também nos outros membros da equipe.
Tygra compete com o irmão, sente inveja por não ter sido escolhido como rei e disputa com Lion o amor de Cheetara. Panthro quer vingança de seu ex-companheiro Grune e acaba por derrotá-lo em uma luta emocionante na qual seus braços são amputados. Coadjuvantes como os elefantes-monges e os petalar tornam o seriado rico de simbolismos e reflexões. Os vilões clássicos foram redefinidos, agora são nítidos psicopatas e seu ataque maciço no final da temporada deixou um gancho convincente para novas e decisivas aventuras, principalmente explorando a intrigante relação de Mumm-Ra com Pumyra, que nesta versão se tornou uma traidora da própria espécie.

## Audiência
A primeira temporada se manteve com um público de cerca de 2 milhões de telespectadores.

## Elenco
| Personagem        | Voz original             |
| ----------------- | ------------------------ |
| Lion-O            | Will Friedle             |
| Tygra             | Matthew Mercer           |
| Panthro           | Kevin Michael Richardson |
| Cheetara          | Emmanuelle Chriqui       |
| WilyKit           | Madeleine Hall           |
| WilyKat           | Eamon Pirrucello         |
| Snarf             | Satomi Kōrogi            |
| Mumm-Ra           | Robin Atkin Downes       |
| Slithe (Escamoso) | Dee Bradley Baker        |
| Tenente Lagarto   | Dee Bradley Baker        |
| Grune             | Clancy Brown             |
| Jaga              | Corey Burton             |
| Claudus           | Larry Kenney             |
| Lynx-O            | Kevin Michael Richardson |
| Pumyra            | Pamela Adlon             |

No Brasil, Snarf foi dublado por Élcio Romar.